# Damien Ambrosetti
Damien Ambrosetti (* 10. Oktober 1984 in Sallanches) ist ein ehemaliger französischer Skilangläufer.

## Werdegang
Damien Ambrosetti trat für den Skiklub Chamonix an. An internationalen Rennen des Continental-Cups, Junioren- und FIS-Rennen und dem Alpencup nimmt er seit 2002 teil. Sein Weltcupdebüt feierte Ambrosetti zu Beginn der Saison 2006/07, als er beim Saisonauftakt in Düsseldorf auch erstmals im Sprint antrat und den 25. Rang belegte. Er trat in der Saison nur ein weiteres Mal im Weltcup an, bei einem Sprint-Wettkampf im russischen Rybinsk im Januar 2007, bei dem er 23. wurde. Am Ende der Saison belegte er aufgrund seiner beiden Top-30-Resultate im Gesamtweltcup mit insgesamt 14 Punkten den 131. Platz. In der Saison 2007/08 belegte er an derselben Stelle mit Roddy Darragon den achten Platz im Teamsprint und damit seine erste Platzierung unter den besten zehn in einem Weltcuprennen. Bei der Tour de Ski 2007/08 erreichte er im Sprint-Wettbewerb in Prag über einen Kilometer das Viertelfinale, schied dort jedoch aus. In der Gesamtweltcupwertung am Ende der Saison erreichte er mit fünf Punkten Platz 149. In seiner dritten und letzten Weltcupsaison 2008/09 belegte er mit insgesamt 19 Punkten den 123. Platz.
Ambrosetti nahm am Sprint-Wettkampf bei den Nordischen Skiweltmeisterschaften 2009 in Liberec teil, scheiterte jedoch als 36. in der Qualifikation.

## Erfolge

### Weltcup-Gesamtplatzierungen
| Saison  | Gesamt | Gesamt |
| Saison  | Punkte | Platz  |
| ------- | ------ | ------ |
| 2006/07 | 014    | 131.   |
| 2007/08 | 005    | 149.   |
| 2008/09 | 019    | 123.   |

## Privates
Ambrosetti ist mit der ehemaligen französischen Biathletin Sophie Boilley verheiratet.